# Albizia vaughanii
Albizia vaughanii là một loài rau đậu thuộc họ Fabaceae.
Loài này chỉ có ở Mauritius.
Môi trường sống tự nhiên của chúng là rừng khô nhiệt đới hoặc cận nhiệt đới.